# Piper salgaranum
Piper salgaranum är en pepparväxtart som beskrevs av Trel. & Yunck.. Piper salgaranum ingår i släktet Piper och familjen pepparväxter. Inga underarter finns listade i Catalogue of Life.